# 贾斯廷·鲁宾逊
贾斯廷·鲁宾逊（英語：Justin Robinson，2002年3月30日—），美国男子田径运动员，2018年世界20岁以下锦标赛男子4×400米接力银牌得主、2019年泛美运动会男子4×400米接力银牌得主和男子400米铜牌得主、2023年世界锦标赛混合4×400米接力金牌得主。